# Kamerun i olympiska sommarspelen 1976
Kamerun deltog i de olympiska sommarspelen 1976 med en trupp bestående av fyra deltagare, samtliga män, vilka deltog i två tävlingar i en sport. De deltog under perioden 18 - 20 juli, innan landet drog sig ur spelen och anslöt sig till de andra afrikanska nationer som bojkottade OS i protest mot Nya Zeelands deltagande. Ingen av landets deltagare erövrade någon medalj.

## Cykling
Herrarnas lagtempolopp
- Joseph Kono, Maurice Moutat, Henri Mveh, Nicolas Owona — fullföljde inte loppet (→ 28:e plats)